# NGC 5536
NGC 5536 ist eine 13,6 mag helle Balken-Spiralgalaxie vom Hubble-Typ SBa im Sternbild Bärenhüter am Nordsternhimmel. Sie ist schätzungsweise 265 Millionen Lichtjahre von der Milchstraße entfernt und hat einen Durchmesser von etwa 95.000 Lj.

Im selben Himmelsareal befinden sich u. a. die Galaxien NGC 5515, NGC 5541, IC 990.
Der Typ-Ia-Supernova-Kandidat ASASSN -15gw wird hier beobachtet.
Das Objekt wurde am 29. April 1788 vom deutsch-britischen Astronomen Wilhelm Herschel mit einem 18,7-Zoll-Spiegelteleskop entdeckt, der sie dabei mit „vF, vS“ beschrieb.